# Abbandono alla divina Provvidenza
L'abbandono alla Divina Provvidenza (Abandon à la Providence divine) è un piccolo trattato di spiritualità cristiana composto nella prima metà del XVIII secolo. A lungo attribuito a padre de Caussade di cui riflette la spiritualità, è stato pubblicato per la prima volta (con lettere di Caussade) da padre Henri Ramière nel 1861 e continua ad essere apprezzato dal pubblico. Talvolta è stato accusato di quietismo che, secondo la Chiesa cattolica, è un'eresia, a causa dell'abbandono a Dio che vi viene propugnato.

## Storia editoriale
Una serie di lettere spirituali sull'importanza di abbandonarsi all'azione divina nella vita spirituale, composte intorno al 1740, vengono raccolte dalle monache visitandine di Nancy, nel XVIII secolo, e presentati come scritti dal loro direttore spirituale, il padre gesuita Jean-Pierre de Caussade. Furono pubblicati come opera postuma di padre de Caussade nel 1861 da padre Henri Ramière. L'edizione più completa è quella del 1870, in due volumi, dello stesso Ramière.
La critica storica (Jacques Gagey, nel 1966) ha dimostrato che, anche se il trattato e le lettere riflettono davvero la spiritualità semi-quietista del padre de Caussade, non sarebbero tuttavia tutte uscite direttamente dalla sua penna, ma sarebbero state scritte da una "Signora di Lorena" appartenente al mondo della mistica laica, Madame Guyon, poi letto e copiato dalle monache visitandine di Nancy.
Questo piccolo trattato e le lettere pubblicate nel XIX secolo hanno fatto riconoscere padre Jean-Pierre de Caussade come un autentico maestro spirituale, anche se la loro tendenza quietista fu talvolta messa in discussione, per confusione tra il vero quietismo (abbandono totalmente passivo a Dio in un atto unico e irresponsabile) e semi-quietismo (abbandono attivo, progressivo, crescente con lo sviluppo della fiducia in Dio e l'accoglienza del suo amore puro).

## Struttura
(edizione Ramière)
Prima parte : Trattato sull'abbandono alla divina Provvidenza
- Libro primo (della virtù dell'abbandono)

1. Capitolo I – La santità consiste nella fedeltà all'ordine di Dio e nell'abbandono alla sua azione
2. Capitolo II - L'azione divina opera instancabilmente per la santificazione delle anime

- Secondo libro (dello stato di abbandono) :

1. Capitolo I : Natura ed eccellenza dello stato di abbandono
2. Capitolo II : Dovere delle anime che Dio chiama allo stato di abbandono
3. Capo III – Prove annesse allo stato di abbandono
4. Capitolo IV – Dell'assistenza paterna con la quale Dio circonda le anime che a Lui si abbandonano

Consigli spirituali di Padre de Caussade (rivolto a varie religiose)
1. Consigli per acquisire la perfetta conformità alla volontà di Dio
2. Consigli per la condotta interiore di un'anima chiamata alla vita di abbandono
3. Metodo della direzione interna
4. Su cosa fare dopo gli errori
5. Sulle tentazioni e sui dolori interiori

Seconda parte : Lettere sulla pratica dell'abbandono alla divina provvidenza
- Libro primo : stima e amore per l'abbandono: 11 lettere (1731-1734) indirizzate alle monache
- Libro secondo : esercizio della virtù dell'abbandono: 36 lettere (1731-1742) indirizzate alle monache (in particolare a suor Marie-Thérèse de Vioménil)
- Libro terzo : ostacoli all'abbandono: 16 lettere (1731-1735) indirizzate alle monache (in particolare a suor Marie-Thérèse de Vioménil)